# 天皇杯

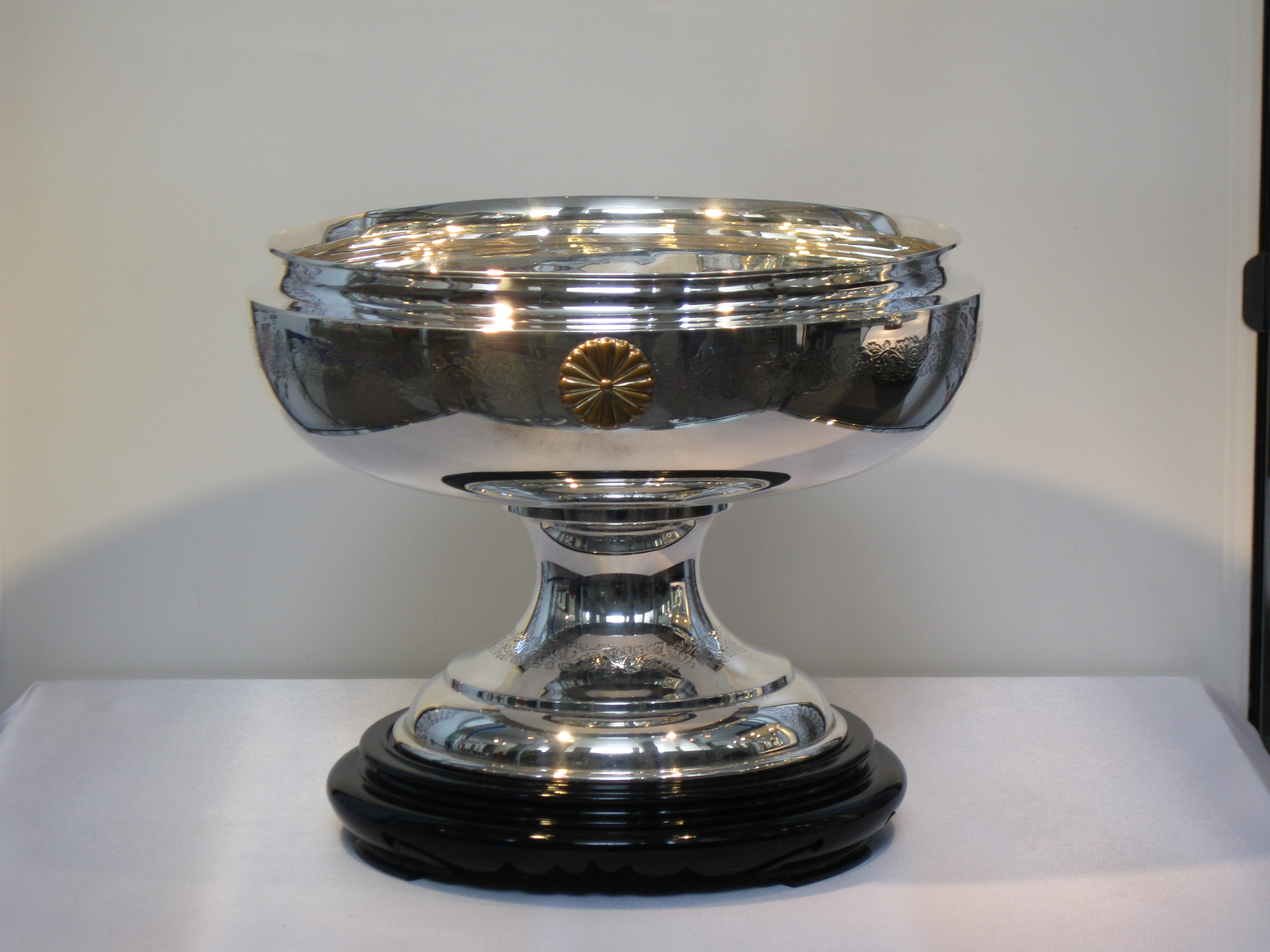
一例：サッカー（天皇杯 JFA 全日本サッカー選手権大会）

天皇杯（てんのうはい）は、日本の天皇による賜杯、すなわち天皇から下賜されるトロフィーのことである。皇后による賜杯は皇后杯（こうごうはい）と呼ばれ、本項で併せて解説する。また「天皇盃」「皇后盃」と表記するものや、天皇賜杯（てんのうしはい）・皇后賜杯（こうごうしはい）という名称のものもあるが、いずれも同様である。
天皇杯（盃）・皇后杯（盃）は宮内庁を通じて主にスポーツの競技団体に下賜され、その団体が主催する大会（全国大会や国内トップレベルの大会が多い）などで優勝トロフィーとして授与される。この大会自体を指す通称として「天皇杯（盃）・皇后杯（盃）」と呼ぶこともある。

## 概要
多くが菊花紋章が配された銀製のトロフィーである。
昭和20年代においては真鍮銀メッキ製のトロフィーが下賜されていたが、褪色や毀損を理由に返納、再交付された際、銀製のものに改められたものがある。
ほとんどはスポーツ競技の統括団体に対し下賜されるが、スポーツ以外では農林水産祭の表彰に用いられる天皇杯がある。以下、本項では特に断りがない限りスポーツでの天皇杯（盃）・皇后杯（盃）について説明する。
天皇杯（盃）・皇后杯（盃）は、宮内庁を通じ各競技の統括団体に対して下賜され、多くはその団体が主催する大会やリーグ戦などで優勝した個人・チームや最優秀選手などにトロフィーとして授与される。すべての競技に賜杯があるわけではないため、賜盃はその競技や統括団体が認められた証としての意味もある。
下賜は原則として1競技につき1つである。例外として相撲は大相撲（日本相撲協会）とアマチュア相撲（日本相撲連盟）にそれぞれ下賜されている。
天皇杯（盃）・皇后杯（盃）が授与される大会やリーグ戦は、その競技の日本選手権大会やトップクラスのリーグ戦である場合が多い。ただし天皇杯の下賜が行われ始めた頃はアマチュアや学生スポーツの団体に対象が限られていたため、歴史的経緯から現在も学生やアマチュアの大会・リーグで天皇杯（盃）・皇后杯（盃）が授与される競技がある。
例えば硬式野球は1926年（大正15年）に皇太子摂政宮裕仁親王（後の昭和天皇）によって東京六大学野球連盟へ摂政杯が下賜された経緯から、今も同連盟のリーグ優勝チームが天皇杯を授与される。同じ硬式野球のプロ野球や社会人野球には天皇杯はない。
なおバレーボールやサッカーのように、統括団体が賜杯を授与する大会を変更したケースは存在する。
男女別に行われる競技では、男子に対して天皇杯（盃）、女子に対して皇后杯（盃）が下賜されるケースが多い。しかし、必ずしも男女一対で下賜されるわけではなく、男子の天皇杯（盃）のみがあって女子の皇后杯（盃）がない競技がいくつかある。なぎなたは唯一、女子に対する皇后盃のみが下賜され、男子に対する天皇盃がない競技である。
また、国民スポーツ大会やレスリングのように男女関係なく選ばれた事物に対して天皇杯が下賜されるスポーツ大会も存在する。

## 歴史
近代スポーツ史において天皇杯の下賜を受けた最初の事例は競馬にあり、1880年（明治13年）6月9日に横浜の居留外国人で組織された日本レースクラブが主催し、明治天皇から銀製の花瓶が下賜された「Mikado's Vase」競走を嚆矢とする。馬事一般に興味が深かった明治天皇は横浜競馬に対して酒杯や花器などの賞品をたびたび下賜し、これらが争われた競走はいずれも英語で「The Emperor's Cup」や「The Emperor's Gift」などと呼ばれた。競馬の天皇賞はこれらの競走の流れを受け継いだもので、直接的な起源は1905年（明治38年）に日本レースクラブが菊花御紋付銀製花盛器の下賜を受けて横浜（根岸）競馬場で開催した「エンペラーズカップ（のちの帝室御賞典）」である。
太平洋戦争後すぐの頃までは、直接トロフィーや楯を下賜されるケースのほか、下賜金を元に作成されたトロフィーも同様に呼ばれていたが、現在はトロフィーや楯を下賜されたもののみを天皇杯と呼ぶことになっている。

## 下賜されている所持団体

### 天皇杯（盃）・皇后杯（盃）
| 団体名                                     | 下賜された年月日                                                 | 授与される対象 |
| ------------------------------------------ | ---------------------------------------------------------------- | --- |
| 公益財団法人日本サッカー協会               | 天皇杯：1948年（昭和23年）7月 皇后杯：2012年（平成24年）10月24日 | 天皇杯：天皇杯 JFA 全日本サッカー選手権大会の優勝チーム 皇后杯：皇后杯 JFA 全日本女子サッカー選手権大会の優勝チーム             |
| 公益財団法人日本スポーツ協会               | 天皇杯：1948年（昭和23年） 皇后杯：1948年（昭和23年）            | 天皇杯：国民スポーツ大会の冬夏秋の全大会を通じて男女総合成績第1位の都道府県 皇后杯：同女子総合成績1位の都道府県                 |
| 公益財団法人日本バレーボール協会           | 天皇杯：1950年（昭和25年） 皇后杯：1950年（昭和25年）            | 天皇杯：天皇杯・皇后杯全日本バレーボール選手権大会男子優勝チーム 皇后杯：同女子優勝チーム                                       |
| 公益財団法人全日本柔道連盟                 | 1952年（昭和27年）                                               | 天皇盃：全日本柔道選手権大会優勝者 皇后盃：皇后盃全日本女子柔道選手権大会優勝者                                                 |
| 公益財団法人全日本剣道連盟                 | 天皇盃：1958年（昭和33年）7月28日 皇后盃：1997年（平成9年）      | 天皇盃：全日本剣道選手権大会優勝者 皇后盃：全日本女子剣道選手権大会優勝者                                                       |
| 公益財団法人全日本弓道連盟                 | 天皇盃：1960年（昭和35年）11月11日 皇后盃：1997年（平成9年）     | 天皇盃：天皇盃 全日本男子弓道選手権大会優勝者 皇后盃：皇后盃 全日本女子弓道選手権大会優勝者                                     |
| 公益財団法人日本卓球協会                   | 1948年（昭和23年）                                               | 天皇杯：天皇杯・皇后杯 全日本卓球選手権大会男子シングルス優勝者 皇后杯：同女子シングルス優勝者                                  |
| 公益財団法人日本ソフトテニス連盟           | 天皇杯：1948年（昭和23年） 皇后杯：1950年（昭和25年）            | 天皇賜杯：天皇賜杯・皇后賜杯 全日本ソフトテニス選手権大会男子の部優勝者 皇后賜杯：同女子の部優勝者                              |
| 一般社団法人日本車いすテニス協会           | 天皇盃・皇后盃：2018年（平成30年）3月                            | 天皇杯：天皇杯・皇后杯 飯塚国際車いすテニス大会男子シングルス優勝者 皇后杯：同女子シングルス優勝者                              |
| 公益財団法人日本バスケットボール協会       | 1948年（昭和23年）                                               | 天皇杯：天皇杯全日本バスケットボール選手権大会優勝チーム 皇后杯：皇后杯全日本バスケットボール選手権大会優勝チーム               |
| 一般社団法人日本車いすバスケットボール連盟 | 天皇盃・皇后盃：2018年（平成30年）3月                            | 天皇杯：天皇杯 日本車いすバスケットボール選手権大会優勝チーム 皇后杯：皇后杯 日本女子車いすバスケットボール選手権大会優勝チーム |
| 公益財団法人日本陸上競技連盟               | 天皇盃・皇后盃：2009年（平成21年）8月4日                         | 天皇盃：天皇盃全国都道府県対抗男子駅伝競走大会優勝チーム 皇后盃：皇后盃全国都道府県対抗女子駅伝競走大会優勝チーム               |
| 公益財団法人全日本空手道連盟               | 天皇盃・皇后盃：2016年（平成28年）5月17日                        | 天皇盃：全日本空手道選手権大会男子個人組手優勝者 皇后盃：同女子個人組手優勝者                                                   |
| 公益財団法人日本ソフトボール協会           | 天皇盃・皇后盃：2024年（令和6年）9月6日                          | 天皇盃：天皇盃 全日本総合男子ソフトボール選手権大会優勝チーム 皇后盃：皇后盃 全日本総合女子ソフトボール選手権大会優勝チーム     |

### 天皇杯（盃）のみ

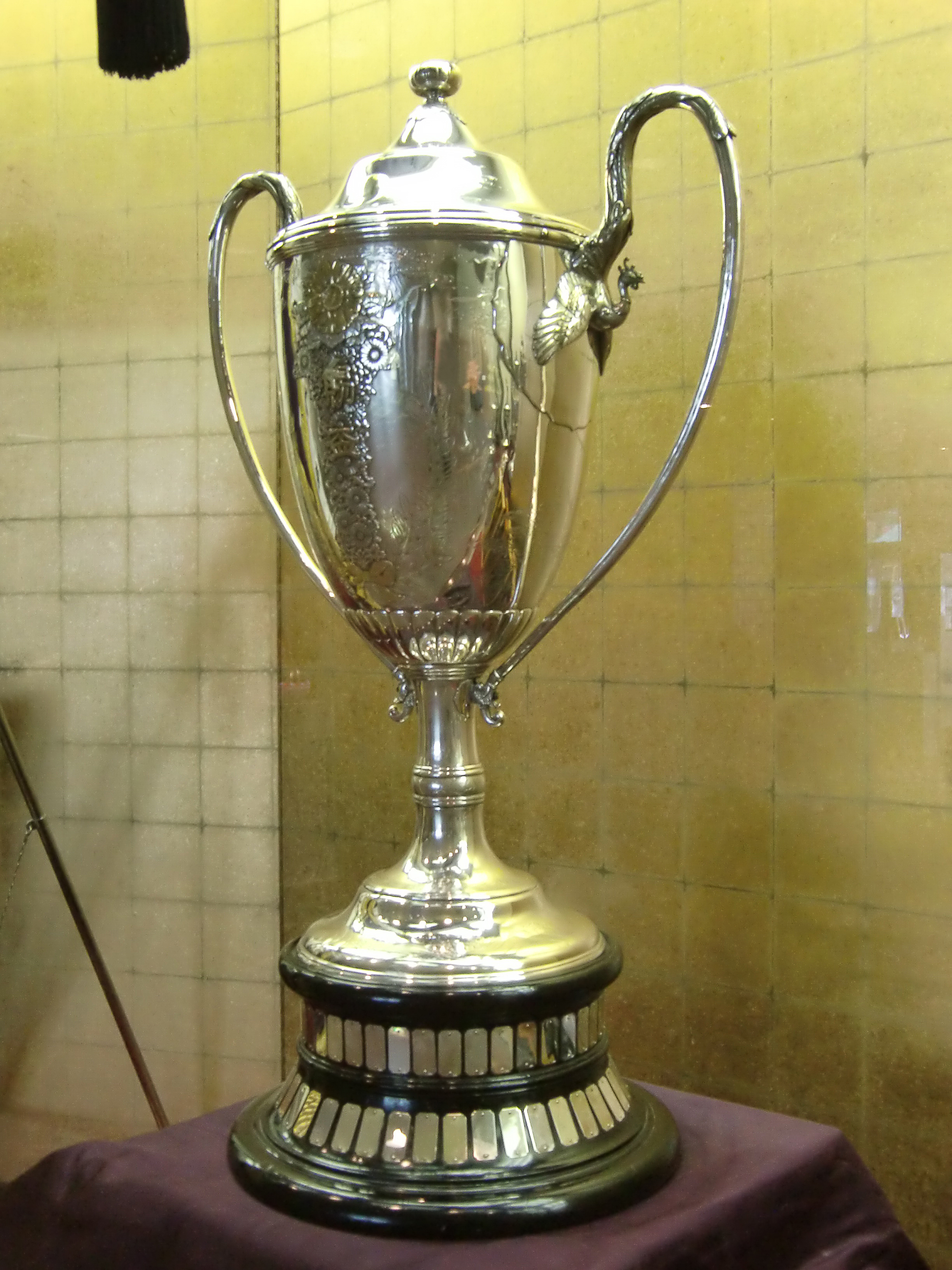
日本相撲協会の賜杯

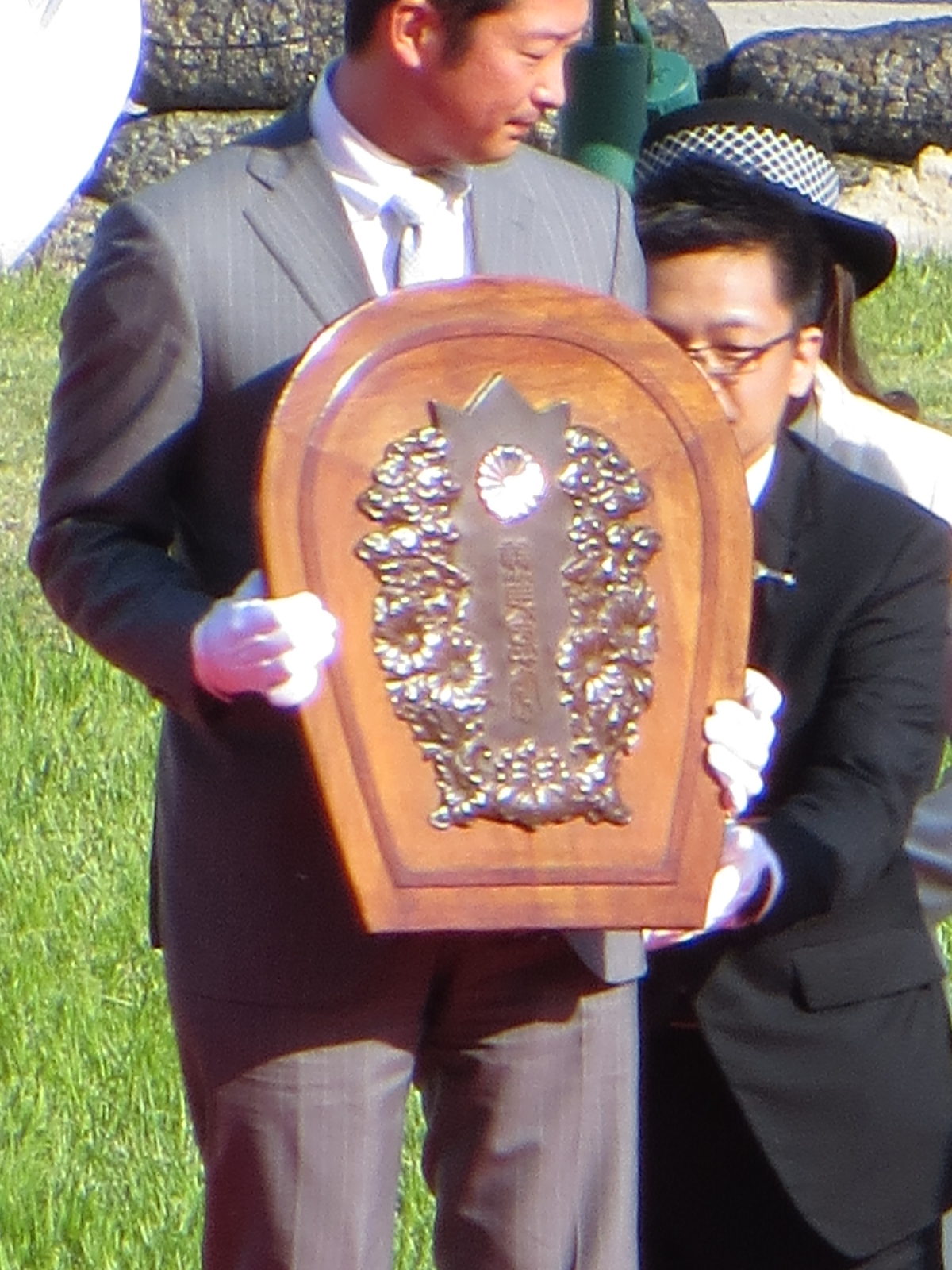
天皇賞の優勝馬主に贈られる天皇楯（第147回天皇賞）

| 団体名                           | 下賜された年月日      | 授与される対象                                                       |
| -------------------------------- | --------------------- | -------------------------------------------------------------------- |
| 公益財団法人日本相撲協会         | 1925年（大正14年）    | 大相撲本場所における幕内最高優勝者                                   |
| 一般財団法人東京六大学野球連盟   | 1946年（昭和21年）    | 東京六大学野球リーグ戦の優勝チーム                                   |
| 日本中央競馬会                   | 1947年（昭和22年）    | 天皇賞優勝馬の馬主                                                   |
| 公益財団法人全日本軟式野球連盟   | 1948年（昭和23年）    | 天皇賜杯全日本軟式野球大会の優勝チーム                               |
| 公益財団法人日本相撲連盟         | 1966年（昭和41年）    | 全日本相撲選手権大会優勝者                                           |
| 公益社団法人日本学生陸上競技連合 | 1947年（昭和22年）    | 天皇賜杯日本学生陸上競技対校選手権大会の男子総合優勝校               |
| 公益財団法人日本水泳連盟         | 1947年（昭和22年）    | 日本学生選手権水泳競技大会の男子選手権獲得校                         |
| 公益財団法人日本体操協会         | 1977年（昭和52年）    | 全日本体操競技選手権大会の男子個人総合優勝者                         |
| 公益財団法人日本テニス協会       | 1947年（昭和22年）    | 全日本テニス選手権の男子シングルス優勝者                             |
| 公益財団法人日本レスリング協会   | 1977年（昭和52年）    | 天皇杯全日本レスリング選手権大会の優勝者の中の最優秀選手             |
| 公益財団法人全日本スキー連盟     | 1951年（昭和26年）    | 全日本スキー選手権大会ノルディックスキー・距離男子リレーの優勝チーム |
| 公益財団法人日本パラスポーツ協会 | 2018年（平成30年）3月 | 天皇盃 全国車いす駅伝競走大会の優勝チーム                            |
| 公益財団法人日本農林漁業振興会   |                       | 農林水産祭の各部門最上位者                                           |

### 皇后盃のみ
| 団体名                         | 下賜された年月日  | 授与される対象                         |
| ------------------------------ | ----------------- | -------------------------------------- |
| 公益財団法人全日本なぎなた連盟 | 1995年（平成7年） | 皇后盃全日本なぎなた選手権大会の優勝者 |

## スポーツ競技以外の天皇杯

### 農林水産業
- 農林水産業の7部門（農産・養蚕、園芸、畜産、林業、水産、多角化経営、むらづくり）ごとに、年間を通じた農林水産祭参加表彰行事で特に優秀な実績をあげた生産者等に対して贈られる天皇杯[6]。